# Estadio de Éfeso
El Estadio de Éfeso fue un antiguo estadio griego situado en la ciudad de Éfeso, en Asia Menor, en la actual Turquía. Sus ruinas forman parte del yacimiento arqueológico de Éfeso, declarado Patrimonio de la Humanidad por la Unesco.
El estadio se encuentra en la ladera norte del monte Peión, actual Panayır-dağ, al sur del Gimnasio de Vedio. El estadio fue construido originalmente en el período helenístico. En su origen, presumiblemente solo había una tribuna en el lado sur, y la pista de atletismo discurría frente a esta tribuna. Las puertas de salida estaban en el extremo oeste. El estadio se amplió considerablemente durante el período romano bajo el emperador Nerón, con la contribución, entre otros, del liberto C. Stertinio Orpex. En la inscripción, el edificio estaba dedicado a Artemisa de Éfeso y a Nerón. Como tarde en esta fase, el estadio se amplió hasta convertirse en un típico estadio alargado en forma de herradura, con una tribuna también en el lado norte y posiblemente también en el extremo este del arco, y abierto en el extremo oeste. La tribuna del lado norte se colocó sobre las pasarelas abovedadas, y en el extremo oeste se construyó una puerta monumental.
En algún momento de la época romana, hacia 200-300 d. C., se añadió al extremo oriental del estadio una zona elíptica en forma de anfiteatro de unos 50 × 40 ms. Al menos en la última época romana, podía cerrarse completamente por separado del estadio propiamente dicho. Se cree que esta zona se utilizaba para prácticas gladiatorias y de fauna. El estadio también se utilizó para la persecución a los cristianos.
El estadio sufrió graves daños en el terremoto de 262 d. C. Después sólo se restauró parcialmente. El edificio también sufrió daños en los terremotos de 259-366. Con el tiempo, el estadio cayó en desuso y sus piedras se utilizaron para otros edificios, como la basílica de San Juan. En la década de los 400 se construyó una iglesia en el emplazamiento del estadio y sus alrededores comenzaron a convertirse en un cementerio. La zona de la pista de atletismo se utilizó posteriormente como campo. Todas las piedras de los asientos se retiraron durante la Edad Media.
El emplazamiento del estadio se ha excavado relativamente poco, pero es fácilmente identificable por la forma de una depresión en el terreno de unas 3,3 hectáreas. La zona ha sido objeto de más investigaciones desde 1993.